# Осипов, Пётр Николаевич
Пётр Никола́евич О́сипов (27 января 1900, Кутемер, Чебоксарский уезд, Казанская губерния — 8 марта 1987, Чебоксары) — чувашский писатель, прозаик и драматург, режиссёр, врач. Один из основателей чувашского профессионального драматического театра. С 1934 года член Союза писателей СССР. Заслуженный врач РСФСР, кандидат медицинских наук. Народный писатель Чувашской АССР (1984).

## Биография
К литературному творчеству пришёл во время обучения в Казани. Здесь он учился в гимназии и музыкальном училище. В 1918 году он поступает на медицинский факультет Казанского университета; прервал учёбу — ушёл на гражданскую войну. На фронте он издаёт газету на чувашском «Голос бедняков» (чув. «Чухăнсен сасси»). Его приглашают в театр на работу. В 1920 году восстанавливается в университете.
Получив диплом врача, начинает практику в Чебоксарах. Без отрыва от врачебной практики, в 1927—1930 годах Пётр Николаевич — режиссёр чебоксарского драматического театра, в 1931—1934 годах преподаёт в музыкальном училище.
Работал на должности министра здравоохранения Чувашской АССР.

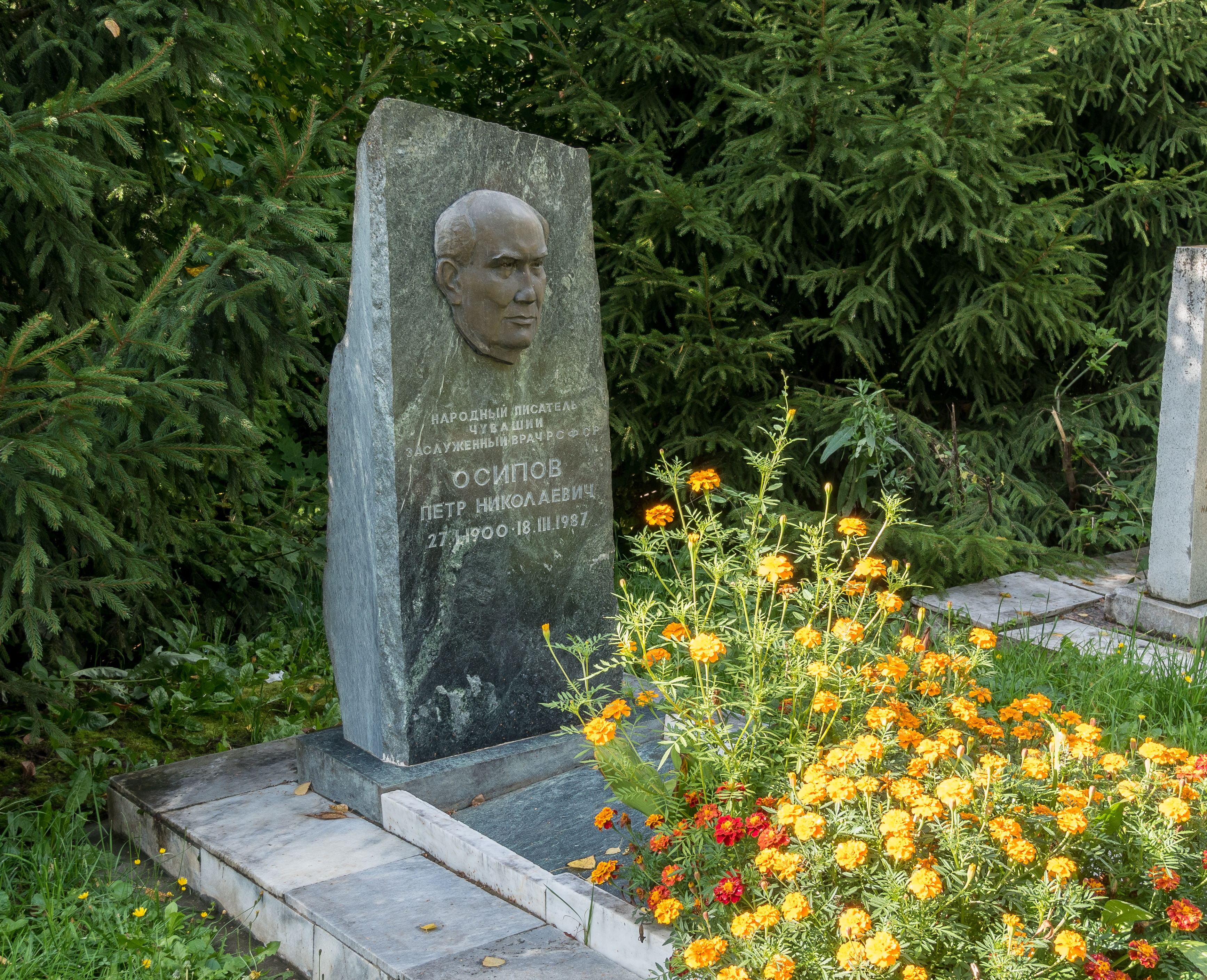
Могила П. Н. Осипова в Чебоксарах

Умер 8 марта 1987 года в Чебоксарах. Похоронен на мемориальном кладбище города Чебоксары.

## Семья
Дочь — Людмила Петровна Иваницкая (1928—2019), микробиолог.

## Работы
Автор более 40 медицинских научных работ
Создал более 20 пьес, либретт к операм и музыкальным комедиям.

### Библиография

Мемориальная доска на здании в Чебоксарах, где жил П. Н. Осипов

## Награды и почётные звания
- Заслуженный деятель искусств ЧАССР (1940)
- Заслуженный врач РСФСР
- Народный писатель Чувашской АССР (1983)
- орден Трудового Красного Знамени
- орден Дружбы народов (25.01.1980)[3]
- орден «Знак Почёта»